# Verbindungsbüro des Deutschen Bundestages in Brüssel
Das Verbindungsbüro des Deutschen Bundestags bei der Europäischen Union ist die Vertretung des Deutschen Bundestages mit Sitz in Brüssel. Es dient der Vorfeldbeobachtung und Frühwarnung über Vorgänge und Entscheidungen auf europäischer Ebene.

## Organisation
Das Brüsseler Verbindungsbüro des Deutschen Bundestages setzt sich aus Mitarbeitern der Fraktionen und der Verwaltung des Bundestages zusammen. Es befindet sich in direkter Nähe zum Sitz des Europäischen Parlaments am Square de Meeûs im Europaviertel.

## Aufgaben und Ziele
Das Verbindungsbüro des Deutschen Bundestags nimmt die Interessen der Bundesrepublik Deutschland auf europäischer Ebene wahr:
- Es informiert frühzeitig den Deutschen Bundestag über europapolitische Entwicklungen und nimmt Interessen bei den EU-Institutionen wahr.
- Es dient als Vorfeldbeobachtung und Frühwarnung für den Deutschen Bundestag, damit der Bundestag seine Rechte in Angelegenheiten der Europäischen Union wahrnehmen kann.
- Die Vertretung verfolgt Beratungen in anderen nationalen Parlamenten z. B. zu Subsidiaritätsfragen sowie über Veranstaltungen und Konferenzen in Brüssel.
- Das Büro unterhält ein Informationsnetzwerk zu den EU-Institutionen und teilt dem Bundestag Beratungen, Arbeitsergebnisse sowie wichtige EU-Vorhaben mit.
- Es wirkt bei Vorbereitungen von auswärtigen Sitzungen der Bundestagsausschüsse in Brüssel, bei Delegationsreisen und interparlamentarischen Treffen mit.